# Смит, Ричард Абель
Ричард Фрэнсис Абель Смит (англ. Richard Francis Abel Smith; 11 октября 1933, Кенсингтон, Лондонское графство — 23 декабря 2004) — офицер Британской армии. Потомок  короля Великобритании Георга III.

## Биография
Ричард родился 11 октября 1933 года. Он был единственным сыном Генри Абеля Смита (1900—1993) и его супруги Мэй Кембридж (1906—1994). Мэй является праправнучкой короля Великобритании Георга III, поэтому Ричард и его две сестры находятся в линии наследования британского престола.
Сначала, он получил образование в Итонском колледже, а затем учился в Королевской военной академии в Сандхерсте.
После окончания учёбы, он был зачислен в Королевскую конную гвардию. Также, он был адъютантом губернатора Кипра с 1957 по 1960 год. С 1960 по 1963 год, он работал военным инструктором в Королевской военной академии. Он командовал эскадроном йоменов Шервудских рейнджеров, с 1967 по 1969 год.
Позже занимал должность заместителя лейтенанта Ноттингемшира с 1970 по 1991 год и старшего шерифа Ноттингемшира в 1978 году. Ричард получил звание почетного полковника в 1979 году на службе в полку йоменов Шервудских рейнджеров, которое он занимал до 1989 года. Он занимал должность заместителя лорд-лейтенанта Ноттингемшира с 1991 по 1999 год.
Ричард умер от инсульта у себя дома, 23 декабря 2004 года. Его похороны состоялись 18 января 2005 года, в Ноттингемшире.

## Личная жизнь
28 апреля 1960 года Ричард женился на Марсии Кендрю (род. 1940), дочери сэра Дугласа Кендрю, одного из губернаторов Западной Австралии. Церемония состоялась в церкви Святой Марии Эбботт, в Лондоне. На свадьбе присутствовали Генри, герцог Глостерский (1900—1974), его жена Алиса, герцогиня Глостерская (1901—2004) и принцесса Анна (род. 1950).  У них родилась одна дочь:
- Кэтрин Эмма Абель Смит (род. 11 марта 1961), 16 октября 1980 года, вышла замуж за Хьюберта Уэнтворта Бомонта (род. 1956), сына пожизненного пэра и активиста Тимоти Уэнтворта Бомонта. У пары родилось четверо детей:
  - Амелия Мей Бомонт (род. 12 ноября 1983), в 2007 году вышла замуж за Саймона Мюррея (род. 1974). У супругов двое детей.
  - Георг Вентворт Бомонт (род. 24 августа 1985), в 2016 году женился на Кэтрин Фицпатрик (род. 1986). У супругов один сын.
  - Ричард Кристиан Бомонт (род. 27 мая 1989), в 2022 году женился на Элизабет Луизе Холланд (род. 1990). У супругов один сын.
  - Майкл Патрик Бомонт (род. 23 апреля 1991), в 2021 году женился на Элис Холбороу (род. 1992).[11]